# Caerleon
Caerleon (Caerllion in het Welsh) is een dorp in Zuid-Wales met 8.708 inwoners (2001). Het ligt iets ten noorden van Newport en is feitelijk een buitenwijk van deze stad.
De plaats staat vooral bekend om de Romeinse overblijfselen, waaronder het best bewaarde Romeinse amfitheater in Groot-Brittannië. In de Romeinse tijd stond hier een belangrijk fort. In het National Roman Legion Museum in Caerleon worden veel gevonden voorwerpen tentoongesteld. Ook zijn er fundamenten van een Romeins militair barakkencomplex, de enige in Europa die te bezichtigen is, en delen van een badhuiscomplex.
Volgens middeleeuwse schrijvers was Caerleon de zetel van het hof van Koning Arthur. Alfred Tennyson schreef zijn Idylls of the King in Caerleon.
Caerleon ligt aan de rivier de Usk. Het riviertje Afon Llwyd stroomt bij Caerleon de Usk in. De spoorlijn tussen Newport en Cwmbran loopt door Caerleon.
In Caerleon is een van de twee campussen van de universiteit University of Wales, Newport. In juli vindt ieder jaar een kunstfestival in Caerleon plaats. In de golfclub Celtic Manor Resort werd in 2010 de Ryder Cup gehouden. Caerleon heeft een voetbalclub, Caerleon A.F.C., en twee rugbyclubs.
De HMS Caerleon, een Brits marineschip dat dienstdeed in de Eerste Wereldoorlog, was vernoemd naar Caerleon.

## Geschiedenis
De naam Caerleon is waarschijnlijk Welsh voor "fort van het legioen" (Cair Legeion guar Uisc). Op de plek van Caerleon stond het Romeinse fort Isca Augusta (ook wel Isca Silurum of Quadra Legionum genoemd), een van de drie permanent bemande Romeinse legerplaatsen in Groot-Brittannië. Isca was de Romeinse naam voor de rivier de Usk (Welsh: Wysg of Uisc). De funderingen van het fort zijn gedateerd op 74-75 n.Chr., toen de Romeinse verovering van Wales begon. Het Romeins fort werd gebouwd op de plek van een 200-300 jaar oudere versterking die hier door de plaatselijke Keltische stam, de Siluren, was aangelegd. Ten noorden van het Romeinse fort is een heuvel, waar de Romeinen een zomerkamp bouwden op de overblijfselen van de Silurische burcht, die tegenwoordig Lodge Hill Fort Belinstocke (Belinus' burcht) heet.
Het militaire hoofdkwartier van het Romeinse fort werd rond 75 gebouwd, toen het legioen Legio II Augusta hier gevestigd werd. De thermen stammen uit ongeveer 75 en het amfitheater stamt uit ongeveer 90. Caerleon was het westelijke eindpunt van Watling Street, een Romeinse weg die vanaf de Engelse zuidoostkust naar Londinium en verder in westelijke richting liep.
|  |

De laatste bouwactiviteit vond in 253-255 plaats. Het fort verloor eind 3e eeuw zijn militaire functie, maar bleef bewoond tot de jaren 370.
Volgens Gildas kwamen twee vroegchristelijke martelaars, Julius en Aaron, uit Caerleon, de "stad der legioenen". De twee werden waarschijnlijk in 304 vermoord door de Romeinen vanwege hun christelijke geloof.
Na de Normandische verovering bouwden de Normandiërs hier rond 1085 een kasteel. In de middeleeuwen was Caerleon een belangrijke marktplaats en haven. Het bleef de belangrijkste haven aan de Usk tot Newport in de 19e eeuw de havenfunctie overnam.

## Caerleon in de Arthurlegende
In zijn Historia Regum Britanniae, geschreven rond 1136, beschreef Geoffrey van Monmouth Caerleon als een van de belangrijkste steden in Groot-Brittannië. Volgens hem werd Kaerusk (Caer Usk) gesticht door koning Belinus de Grote (380 v. Chr. - 374 v. Chr.), de broer van Brennius en werd Caerleon pas later, toen de Romeinen er 'overwinterden', de naam van de plaats. Belinus' zoon en opvolger Gurguit Barbtruc zou in Caerleon zijn begraven. Sinds zijn vaders dood had hij de stad verbeterd met muren en gebouwen.
Volgens Geoffrey van Monmouth en andere schrijvers rond die tijd was Caerleon het hof van Koning Arthur (Camelot werd pas in de jaren 1170 voor het eerst genoemd, door Chrétien de Troyes). Er zouden twee kerken hebben gestaan, een gewijd aan de martelaar Julius, dat een koor had van maagden die zich aan God hadden toegewijd en een aan Aaron, Julius' gezegende metgezel. De laatstgenoemde kerk werd gediend door een 'huis van kanunniken' en was de zetel van aartsbisschop van Caerleon. De andere twee aartsbisschoppen zaten in York en Londen. In Caerleon zou tevens een school zijn geweest met tweehonderd filosofen, die onder meer in astrologie onderwezen waren. Ze verklaarden aan Arthur de tekens van zaken die op handen waren. Na alle steden en volken van Gallië na negen jaar te hebben gepacificeerd, zou Arthur in Caerleon het feest van Pinksteren hebben gevierd, waar alle koningen en graven van zijn rijk zich verzamelden. Ook de aartsbisschoppen waren natuurlijk aanwezig, waaronder Dubricius (ca. 465 - ca. 550), de aartsbisschop van Caerleon. Mogelijk diende het ronde Romeinse amfitheater van Caerleon als inspiratie voor de Ronde Tafel van de Arthurlegende.
Latere schrijvers lieten zich inspireren door de rol van Caerleon in de Arthurlegende, zoals Arthur Machen, geboren in Caerleon in 1863, en Alfred Tennyson, die zijn Idylls of the King in Caerleon schreef. In de roman Arthur, High King of Britain van Michael Morpurgo is Caerleon een kasteel van Arthur waar hij per ongeluk incest pleegt met zijn halfzuster en zo Mordred verwerkt.